# Lijst van nucleaire reactors voor onderzoek
Deze pagina bevat lijsten van kernreactors voor wetenschappelijk onderzoek per werelddeel en land. Hierin zijn ook de reactors voor de productie van medische isotopen, (kleine) proefreactors voor commerciële doeleinden en training opgenomen.
(onderverdeling nog niet voltooid)
1. Lijst van actieve onderzoeksreactors
2. Lijst van gesloten onderzoeksreactors
3. Lijst van geplande en in aanbouw zijnde onderzoeksreactors

Zie ook de Lijst van kerncentrales voor electriciteitsproductie. Voor zover aangemaakt, kan naar volledige lijsten van alle kernreactors per land worden verwezen bovenaan de betreffende sectie, bijvoorbeeld de Lijst van nucleaire installaties in Nederland.
Nucleaire reactors voor onderzoek worden gebruikt wetenschappelijk onderzoek of testdoeleinden. Een aantal ook voor de productie van radioactieve isotopen, bijvoorbeeld voor medische toepassingen.
Onderzoeksreactors zijn veel kleiner dan kernreactors voor commerciële electriciteitsproductie en worden over het algemeen primair gefinancierd uit gemeenschapsgelden.

## Actieve onderzoeksreactors

### Afrika

#### Algerije
- Es Salam (de Vrede), 15 MW-reactor voor onderzoek, gelegen in Aïn Oussera, in dienst sinds 1993.
- NUR, bassinreactor voor onderzoek, 1 MW thermisch, gebouwd door het Argentijnse INVAP.

#### Egypte
- Inshas Nuclear Research Center
  - ETTR-1, 2 MW LWR geleverd door de Sovjet-Unie in 1958
  - ETTR-2, 22 MW-reactor geleverd door de Argentijnse INVAP in 1998

#### Zuid-Afrika
- Pelindaba te Pretoria
  - SAFARI-1, bassinreactor, 20 MW
  - SAFARI-2, ontmanteld in 1970

### Azië

#### China
- CEFR (China Experimental Fast Reactor), Peking. 65 MW thermal, 20 MW elektrisch. Sinds 21 juli 2010 in werking.[1]
- EAST (Experimental Advanced Superconducting Tokamak), Hefei. 7 MW-reactor. Experimentele kernfusiereactor voor onderzoek naar hypothetische opwekking van fusie-energie. Maart 2006 gereed.

#### India
- In Trombay aan het Bhabha Atomic Research Center (BARC)
  - Apsara-reactor - 1 MWth, bassinreactor, gemodereerd met licht water, verrijkt uranium brandstof geleverd door Frankrijk
  - CIRUS-reactor - 40 MWth, geleverd door Canada, gemodereerd met zwaar water, maakt gebruik van natuurlijk uranium als brandstof
  - Dhruva-reactor - 100 MWth, gemodereerd met zwaar water, maakt gebruik van natuurlijk uranium als brandstof
- In Kalpakkam aan het Indira Gandhi Centrum voor Atoom-Onderzoek (IGCAR)
  - PFBR - 500 MWe Natrium gekoelde snelle kweekreactor kernreactor in aanbouw. Verwachte oplevering 2011.
  - FBTR - 40 MWth snelle test-kweekreactor, maakt gebruik van gemengde (plutonium en uranium) carbide brandstof
  - KAMINI - 30 kWth, gebruikt uranium-233 als brandstof

#### Indonesië
- In Serpong een SIWABESSY 30 MWth Multi-Purpose Reactor, geïnstalleerd in 1987

#### Iran
- In Teheran een AMF-reactor aan de Tehran Nuclear Research Center, geleverd door de Verenigde Staten in 1967
- In Isfahan aan het Nuclear Technology Center (voornamelijk geleverd door China, [6] )
  - MNSR – 27 kWth Miniature Neutron Source Reactor
  - Light Water Subcritical Reactor (LWSCR)
  - Heavy Water Zero Power Reactor (HWZPR)
  - Graphite Subcritical Reactor (GSCR)

#### Israël
- Negev Nuclear Research Center, EL-102 uranium / zwaar water onderzoeksreactor, oorspronkelijk 24 MWth, geleverd door Frankrijk, operationeel in 1962
- Soreq Nuclear Research Center, 5 MWth, licht water onderzoeksreactor, geleverd door de VS, operationeel in 1960

#### Japan
incl. stilgelegde
- Japan Atomic Energy Agency (JAEA)
  - Tokai JRR-1, Japan Research Reactor No. 1, stilgelegd
  - Tokai JRR-2, stilgelegd
  - Tokai JRR-3
  - Tokai JRR-4
  - Tokai JPDR, Japan Power Demonstration Reactor, stilgelegd
  - Oarai HTTR, High-Temp engineering Test Reactor
  - Oarai JMTR, Japan Materials Testing Reactor
  - Naka JT-60 fusiereactor
  - Nuclear Safety Research Reactor
  - Kerncentrale Fugen, ATR, Advanced Thermal Reactor, stilgelegd
  - Jōyō, FBR-reactor
  - Kerncentrale Monju, FBR-reactor
- Kinki University, UTR-KINKl
- Universiteit van Kioto, KUR
- Musashi Institute of Technology, MITRR (TRIGA-II) (stilgelegd in 1990)
- Rikkyo University, RUR (TRIGA-II) (stilgelegd)
- Universiteit van Tokio, Yayoi

#### Kazachstan
incl. stilgelegde
- Institute of Nuclear Physics of the National Nuclear Center te Alatau, VVR-K – 10 MWe-reactor
- National Nuclear Center, testlocatie Semipalatinsk, te Kurchatov
  - IVG-1M, 60 MW-reactor
  - RA – zirconium hydride moderated reactor, ontmanteld
  - IGR, Impulse Graphite Reactor, 50 MW-reactor

#### Maleisië
- TRIGA Mark II aan het Malaysian Institute of Nuclear Technology Research te Kuala Lumpur (geïnstalleerd in 1982)

#### Noord-Korea
incl. stilgelegde
- Kerncentrale Yongbyon te Nyongbyon
  - IRT-2000, 8 MWth (2 MWth 1965-1974, 4 MWth 1974-1986) onderzoeksreactor, gemodereerd met zwaar water, geleverd door de Sovjet-Unie in 1965
  - Yongbyon, 1-5 MWe, Magnox-reactor zorgde voor stroom en stadsverwarming, actief in 1987-1994, gereactiveerd in 2003 en gesloten in juli 2007

#### Pakistan
- Pakistan Atomic Research Reactor te Islamabad
  - PARR I: Pool-type reactor, actief sinds 1965
  - PARR II: Pool-type reactor, actief sinds 1974
- Khushab Nuclear Complex te Khushab
  - Khushab-I: HWR-reactor, in gebruik sinds 1998
  - Khushab-II: HWR-reactor, in gebruik sinds 2010
  - Khushab-III: HWR-reactor, in aanbouw
  - Khushab-IV: HWR-reactor, in aanbouw

#### Syrië
- Miniature neutron source reactor[2]

#### Taiwan
- TRIGA-reactor aan de Tsing Hua University te Sinjhú geïnstalleerd in 1977

#### Thailand
- TRIGA in het Office of Atoms for Peace te Bangkok geïnstalleerd in 1977
- TRIGA MPR 10 in het Ongkharak Nuclear Research Center in Bangkok, in aanbouw

#### Turkije
- TR-1 onderzoeksreactor (Turkish Atomic Energy Authority)
- TR-2 onderzoeksreactor (Turkish Atomic Energy Authority)
- TRIGA MARK II onderzoeksreactor

#### Zuid-Korea
- Aerojet General Nucleonics Model 201 onderzoeksreactor
- HANARO, MAPLE-klassereactor
- TRIGA General Atomics Mark II (TRIGA-Mark II) onderzoeksreactor

### Europa

#### België
- Mol
  - BR-1 – onderzoeksreactor
  - BR-2 – onderzoeksreactor

#### Duitsland
- AKR II, Ausbildungskernreaktor II, Technische Universität Dresden, in dienst sinds 2005
- BER II, Berliner-Experimentier-Reaktor II, in dienst sinds 1990
- FRG-1 (GKSS Research Center), Geesthacht, in dienst sinds 1958
- FRM II, Technische Universität München, in dienst sinds 2004
- FRMZ, TRIGA van de Universiteit van Mainz, instituut van de nucleaire scheikunde, in dienst sinds 1965
- Wendelstein 7-X

| Locatie           | Naam                                      | Type                   | Status     | Bouw- start | In bedrijf | Gestopt      | Opmerkingen |
| ----------------- | ----------------------------------------- | ---------------------- | ---------- | ----------- | ---------- | ------------ | --- |
| Saksen            | Opleidingskernreactor Dresden (AKR)-2     | homogeen (S) / SUR-Typ | in bedrijf |             | 22.03.2005 |              | 0,002 kWt; eigenaar: Technische Universität Dresden; uitbater: Technische Universität Dresden – faculteit Maschinenwesen; reactor t.b.v. onderwijs (AKR-1 werd in 2004 omgebouwd naar AKR-2) |
| Baden-Württemberg | Siemens onderwijsreactor (SUR) FURTWANGEN | homogeen (S) / SUR-100 | in bedrijf | 01.01.1972  | 28.03.1973 |              | 0,1 W; eigenaar en uitbater: Hogeschool Furtwangen; reactor t.b.v. onderwijs |
| Niedersachsen     | Siemens onderwijsreactor (SUR) HANNOVER   | homogeen (S) / SUR-100 | in bedrijf | 01.10.1971  | 09.12.1971 |              | 0,1 W; eigenaar: Medische Hogeschool Hannover; uitbater: Institut für Kerntechnik; reactor t.b.v. onderwijs                                                                                  |
| Baden-Württemberg | Siemens onderwijsreactor (SUR) STUTTGART  | homogeen (S) / SUR-100 | in bedrijf | 01.01.1962  | 24.08.1964 |              | 0,1 W; eigenaar: Universiteit van Stuttgart; uitbater: Institut für Kernenergetik und Energiesysteme; reactor t.b.v. onderwijs                                                               |
| Baden-Württemberg | Siemens onderwijsreactor (SUR) ULM        | homogeen (S) / SUR-100 | in bedrijf | 01.01.1965  | 01.12.1965 |              | 0,1 W; eigenaar: Labor für Stahlenmesstechnik und Reaktortechnik; uitbater: Technische Hogeschool Ulm; reactor t.b.v. onderwijs                                                              |
| Berlijn           | Berlijnse Experimenteer-Reactor (BER) II  | zwembad / MTR          | in bedrijf | 10.10.1970  | 09.12.1973 | (01.01.2020) | 10.000 kWt; eigenaar: Helmholtz-Zentrum Berlin für Materialien und Energie GmbH |
| Beieren           | FRM II                                    | zwembad / HWR          | in bedrijf | 01.08.1996  | 02.03.2004 |              | 20.000 kWt; eigenaar: Bundesland Beieren; uitbater: Technische Universiteit München |
| Rheinland-Pfalz   | Onderzoeksreactor Mainz (FRMZ)            | TRIGA MARK II          | in bedrijf | 27.02.1961  | 03.08.1965 |              | 100 kWt; eigenaar: Johannes Gutenberg Universiteit (Mainz); uitbater: Institut für Kernchemie                                                                                                |

#### Finland
- In Espoo, TRIGA Mark II, Rijksinstituut voor Technisch Onderzoek (geïnstalleerd 1962)

#### Frankrijk
- Aan het Institut Laue-Langevin
- Rapsodie in Cadarache
- Zoé (reactor) te Fontenay-aux-Roses

#### Griekenland
- GRR-1, 5 MW onderzoeksreactor bij Demokritos Nationaal Centrum voor Wetenschappelijk Onderzoek in Athene.

#### Hongarije
- In Boedapest aan de Technische Universiteit Boedapest (BME), Institute of Nuclear Techniques – University Research Reactor
- In Boedapest aan het KFKI Atomic Energy Research Institute, 10 MW Budapest Research Reactor
- In Debrecen aan het Instituut voor Nucleair Onderzoek van de Hongaarse Academie van Wetenschappen - 20 MV cyclotron en een 5 MV Van de Graaff-versneller

#### Italië
- In Pavia de TRIGA Mark II, aan de Universiteit van Pavia, geïnstalleerd in 1965
- In Rome de TRIGA Mark II, ENEA Casaccia Research Center, geïnstalleerd in 1960
- In Pisa de CAMEN, Centro Applicazioni Militari Energia Nucleare.

#### Nederland
- Hoger Onderwijs Reactor aan het Reactor Instituut Delft (RID) te Delft

#### Noorwegen
incl. stilgelegde
- Te Kjeller
  - NORA, geactiveerd in 1961, stilgelegd in 1967
  - JEEP I, geactiveerd in 1951, stilgelegd in 1967
  - JEEP II, geactiveerd in 1966
- HBWR, Halden boiling water reactor te Halden, geactiveerd in 1959

#### Oekraïne
- Aan het Institute for Nuclear Research te Kiev
- Aan het Institute of Nuclear Energy and Industry te Sebastopol

Nooit in gebruik genomen
- Kerncentrale Krim op Krim

#### Oostenrijk
- Austrian Research Centers te Seibersdorf — 10 MW ASTRA-onderzoeksreactor (in gebruik sinds 1960–1999)
- Atoominstituut van de Oostenrijkse universiteiten in Wenen - 250 kW TRIGA Mark II onderzoeksreactor (in gebruik sinds 1962)

#### Polen
- Ewa reactor, onderzoeksreactor van 10 MW, ontmanteld in 1995
- Maria reactor, onderzoeksreactor van 30 MW, tevens productie van medicinale isotopen

#### Roemenië
- Institute for Nuclear Research, Mioveni, 110 km ten noordwesten van Boekarest
- National Institute for Research and Isotopic Separation, Govora, 170 km ten westen van Boekarest
- National Institute for Physics and Nuclear Engineering, IFIN-HH, Mǎgurele, 5 km ten zuidwesten van Boekarest

#### Rusland
Er zijn ongeveer 109 onderzoeksreactoren in Rusland, waaronder:
- T-15 fusiereactor aan het Koertsjatov-instituut

#### Servië
- Aan het Vinča Nuclear Institute te Vinča
  - RA - Reaktor A (1956-2002), 6,5 MW, zwaar water gemodereerd en gekoelde onderzoeksreactor
  - RB - Reaktor B (1958-....)

#### Slovenië
- Aan het Jožef Stefan Institute te Ljubljana een TRIGA Mark II onderzoeksreactor

#### Spanje
- Argos-reactor, Argonaut-klasse reactor, 10 kW aan het Polytechnic University of Catalonia, Barcelona, gesloten in 1992
- CORAL-I-reactor

#### Tsjechië
- In Řež 2 onderzoeksreactoren: LVR-15 en LR-0
- In Praag 1 onderzoeksreactor: VR-1 aan de Tsjechische Technische Universiteit

#### Zweden
- R1-reactor aan het Royal Institute of Technology in Stockholm voor onderzoek, 1 MW, actief in 1954-1970, ontmanteld
- R2 bij Studsvik voor onderzoek en de productie van isotopen voor de industrie, 50 MW, actief in 1960-2005, gesloten
- R2-0 bij Studsvik voor onderzoek en de productie van isotopen voor de industrie, 1 MW, actief in 1960-2005, gesloten
- R3 / kerncentrale Ågesta in Farsta (Stockholm), voor de warmtedistributie,
- R4-reactor in Marviken, voor onderzoek en de productie van plutonium, nooit voltooid, in 1970 verlaten
- FR-0 te Studsvik, voor onderzoek en zero-power snelle reactor, actief in 1964-1971, ontmanteld

#### Zwitserland
- SAPHIR, pool reactor. actief sinds 1957, gesloten in 1993 aan het Paul Scherrer Institut
- DIORIT, HW gekoeld en moderated, actief sinds 1960, gesloten in 1977, aan het Paul Scherrer Institut
- Proteus, Null-power reconfigurable reactor (graphite moderator/reflector), actief, aan het Paul Scherrer Institut
- Lucens, Prototype power reactor (GCHWR), 30 MWth/6 MWe, gesloten in 1969 na accident, locatie ontmanteld
- CROCUS, Null-power light water reactor, actief, aan de École polytechnique fédérale de Lausanne

### Noord-Amerika

#### Canada
- Chalk River Laboratories te Ontario
  - MMIR-1 - MAPLE-klassereactor voor de productie van medische isotopen - gebouwd, onvolledige inbedrijfstelling, geen exploitatievergunning
  - MMIR-2 - MAPLE-klassereactor voor de productie van medische isotopen - gebouwd, onvolledige inbedrijfstelling, geen exploitatievergunning
  - NRU - 135 MW-reactor gebruikt voor onderzoek en productie van medische isotopen
  - ZED-2 – zero-energy-reactor
  - ZEEP – De eerste kernreactor in Canada en de eerste buiten de Verenigde Staten
- Whiteshell Laboratories te Pinawa, Manitoba
  - WR-1 - Autonoom afgekoelde reactor in de CANDU-klasse
- École Polytechnique de Montréal te Montréal, SLOWPOKE-2 klasse reactor
- McMaster Nuclear Reactor van de McMaster University te Hamilton, 5 MWth MTR-klasse reactor
- Royal Military College of Canada te Kingston, SLOWPOKE-2 klasse reactor
- Saskatchewan Research Council te Saskatoon, SLOWPOKE-2 klasse reactor
- Universiteit van Alberta te Edmonton, SLOWPOKE-2 klasse reactor

#### Verenigde Staten
(incl. gesloten)
- VIPER-reactor aan het Atomic Weapons Establishment te Aldermaston
- CONSORT-reactor aan het Imperial College London te Ascot, Silwood Park campus
- TRIGA Mark I reactor, ICI-raffinaderij te Billingham, geïnstalleerd in 1971, stilgelegd in 1988
- JET fusion reactor te Culham
- Neptune-reactor aan het Rolls-Royce Marine Power Operations, Raynesway, in Derby
- Dounreay
  - The Shore Test Facility (STF) aan de VULCAN (Rolls-Royce Naval Marine)
  - DSMP1 at VULCAN (Rolls-Royce Naval Marine), gesloten in 1984
  - Dounreay Materials Test Reactor (DMTR)
  - Dounreay Fast Reactor (DFR), gesloten in 1994
  - Prototype Fast Reactor (PFR)
- Scottish Universities Research and Reactor Centre te East Kilbride, gesloten in 1995, volledig ontmanteld in 2003
- Harwell AERE; Atomic Energy Research Establishment
  - GLEEP-reactor, gesloten in 1990
  - BEPO-reactor, gesloten in 1968
  - LIDO-reactor, gesloten in 1974
  - DIDO-reactor, gesloten in 1990
  - PLUTO-reactor, gesloten in 1990
- JASON PWR reactor te Londen, ontmanteld in 1999
- Stratford Marsh aan het Queen Mary, University of London in Londen, in gebruik genomen in 1966, gesloten in 1982, volledig ontmanteld
- Universities Research Reactor te Risley in Warrington, gesloten in 1991
- Sellafield (tot 1971 Windscale) te Seascale, WINDSCALE AGR-reactor, 32 MW
  - PILE 1, gesloten in 1957 na Windscale fire
  - PILE 2, gesloten in 1957
  - WAGR, gesloten in 1982
- 9 reactoren te Winfrith te Dorchester, gesloten in 1990, waaronder:
  - Dragon-reactor

##### Niet-militair onderzoek en testreactoren met licentie
- Aerotest Operations Inc., te San Ramon, Californië, TRIGA Mark I, 250 kW
- Armed Forces Radiobiology Research Institute, te Bethesda, Maryland, TRIGA Mark F, 1 MW
- Dow Chemical Company, te Midland, Michigan TRIGA Mark I, 300 kW
- General Electric Company, te Sunol, Californië, "Nuclear Test", 100 kW
- Idaho State University te Pocatello, Idaho, AGN-201 #103, 50 W, in bedrijf sinds 1967
- Kansas State University te Manhattan, Kansas, TRIGA Mark II, 1250 kW, in bedrijf sinds 1962
- Massachusetts Institute of Technology, te Cambridge, Massachusetts, Tank Type HWR Reflected (MITR-II), 6 MW, in bedrijf sinds 1958
- Missouri University of Science and Technology, te Rolla, Missouri Pool, 200 kW, in bedrijf sinds 1961
- National Institute of Standards and Technology, te Gaithersburg, Maryland, Zwaar water Tank type, 20 MW, in bedrijf sinds 1967
- North Carolina State University, te Raleigh, North Carolina, Pulstar, 1 MW, in bedrijf sinds 1973
- Ohio State University, te Columbus, Ohio, Pool (afgeleid van Lockheed) 500 kW, in bedrijf sinds 1961
- Oregon State University, te Corvallis, Oregon, TRIGA Mark II (OSTR), 1.1 MW, in bedrijf sinds 1967
- Pennsylvania State University, te University Park, Pennsylvania, BNR Reactor, 1.1 MW, in bedrijf sinds 1955
- Purdue University, te West Lafayette, Indiana, Lockheed, 1 kW, in bedrijf sinds 1962
- Reed College, te Portland, Oregon, TRIGA Mark I (RRR), 250 kW, in bedrijf sinds 1968
- Rensselaer Polytechnic Institute, te Troy, New York, Critical Assembly
- Rhode Island Atomic Energy Commission/University of Rhode Island, te Narragansett, Rhode Island, GE Pool, 2 MW
- Texas A&M University, te College Station, Texas, 2 actieve reactoren:
  - AGN-201M #106, 5 W
  - TRIGA Mark I, 1 MW
- University of Arizona, te Tucson, Arizona, TRIGA Mark I, 110 kW, in bedrijf sinds 1958
- University of California - Davis, te Sacramento, Californië, TRIGA Mark II, 2.3 MW, in bedrijf sinds 13 augustus 1998
- University of California - Irvine te Irvine, Californië, TRIGA Mark I, 250 kW, in bedrijf sinds 1969
- University of Florida, te Gainesville, Florida, Argonaut class reactorArgonaut (UFTR), 100 kW, in bedrijf sinds 1959
- University of Maryland, College Park, te College Park, Maryland, TRIGA Mark I, 250 kW, in bedrijf sinds 1960
- University of Massachusetts Lowell te Lowell, Massachusetts, Pool, 1 MW
- University of Missouri, te Columbia, Missouri, UMRR 10 MW, in bedrijf sinds 1966
- University of New Mexico, te Albuquerque, New Mexico, AGN-201M #112
- University of Texas at Austin, te Austin, Texas, TRIGA Mark II 1.1 MW
- University of Utah, te Salt Lake City, Utah, TRIGA Mark I 100 kW
- University of Wisconsin–Madison, te Madison, Wisconsin, TRIGA Mark I 1 MW, in bedrijf sinds 1961
- U.S. Geological Survey, te Denver, Colorado, TRIGA Mark I, 1 MW
- United States Department of Veterans Affairs/U.S. Veterans Administration, te Omaha, Nebraska, TRIGA Mark I, 20 kW
- Washington State University, te Pullman, Washington, TRIGA Conversion (WSUR), 1 MW, in bedrijf sinds 7 maart 1961

### Zuid-Amerika

#### Argentinië
Alle reactoren zijn eigendom van en worden geëxploiteerd door de Nationale Commissie voor Atoomenergie behalve als anders staat aangegeven.
- RA-0, bouwjaar 1964, 0,01 kWth, tanktype, eigendom van en geëxploiteerd door de Nationale Universiteit van Córdoba
- RA-1 Enrico Fermi, bouwjaar 1957, 40 kWth, tanktype.
- RA-2, bouwjaar 1965, 0,03 kWth, kritische opstelling-type (stilgelegd op 1 september 1983)
- RA-3 gebouwd 1963, 5,000 kWth, bassinreactor
- RA-4 (voormalige SUR-100), bouwjaar 1971, HOMOG-type, eigendom van en wordt geëxploiteerd door de Nationale Universiteit van Rosario
- RA-6, bouwjaar 1978, 500 kWth, bassinreactor.

#### Brazilië
- In São Paulo – IEA-R1 – Pool-type reactor, 5 MW – IPEN-Instituto de Pesquisas Energéticas e Nucleares, São Paulo, actief sinds 16 september 1957
- In Belo Horizonte – IPR-R1 – TRIGA Mark I, 250 kW - CDTN-Centro de Desenvolvimento de Tecnologia Nuclear, Belo Horizonte, actief sinds 6 november 1960
- In Rio de Janeiro – ARGONAUTA - reactor in de Argonaut-klasse, 100 kW - IEN-Instituto de Engenharia Nucleaire, actief sinds 20 februari 1965
- In São Paulo – IPEN/MB-01 - kritische opstelling-type, 0,1 kW - IPEN-Instituto de Pesquisas Energéticas e Nucleares, actief sinds 9 november 1988

#### Colombia
- In Bogotá, TRIGA-reactor (type Training, Research, Isotopes, General Atomics), Instituut voor Nucleaire Wetenschappen (geïnstalleerd in 1997)

#### Mexico
- TRIGA Mark III aan het National Institute for Nuclear Research te Mexico-Stad
- Subcritical research reactor aan het National Polytechnic Institute te Mexico-Stad
- Subcritical research reactor aan de Autonomous University of Zacatecas te Zacatecas

## Gesloten onderzoeksreactors

### Afrika

#### Congo-Kinshasa
- TRICO I – TRIGA-reactor, Universiteit van Kinshasa te Kinshasa (gesloten in 1970)
- TRICO II – TRIGA-reactor, Universiteit van Kinshasa te Kinshasa

#### Libië
- Tajura Nuclear Research Center, REWDRC, 10 MW onderzoeksreactor (geleverd door de Sovjet-Unie)

### Azië

#### Filipijnen
- PRR-1 - 3 MW TRIGA-converted reactor in Quezon City. Beheerd door het Philippine Nuclear Research Institute (voorheen Philippine Atomic Energy Commission). Actief in 1963, reactorconverie in 1984, wederom actief na conversie in 1988, gesloten in 1988.
- Kerncentrale Bataan te Bataan, 620 MWe, in 1984 voltooid, nooit in gebruik genomen.

#### Irak
- IRT-5000, 5 MWth, stilgelegd in 1991
- Tammuz 1, vernietigd door Israël in 1981
- Tammuz 2, 500 kWth, stilgelegd in 1991

### Europa

#### België
- Mol
  - BR-3 – PWR-reactor (ontmanteld)
  - VENUS – nulvermogen onderzoeksreactor, omgebouwd tot prototype MYRRHA (zie bij #Geplande onderzoeksreactors)
- Gent
  - Thetis reactor – onderzoeksreactor Universiteit Gent (ontmanteld)

#### Bulgarije
- In Sofia – IRT-onderzoeksreactor, gesloten in 1987

#### Denemarken
- DR-3 van Risø DTU, DIDO-klasse experimentele reactor, permanent gesloten in 2000
- DR-2 van Risø DTU, experimentele reactor, gesloten in 1975
- DR-1 van Risø DTU, experimentele reactor, permanent gesloten in 2001

#### Duitsland
- Onderzoekskerncentrale Jülich (AVR Jülich (Arbeitsgemeinschaft Versuchsreaktor Jülich of AVR Jülich) te Jülich
- Forschungsreaktor 2 (FR2) te Karlsruhe, onderzoekskerncentrale

| Locatie             | Naam                                                              | Type                    | Status                       | Bouw- start | In bedrijf | Gestopt    | Opmerkingen |
| ------------------- | ----------------------------------------------------------------- | ----------------------- | ---------------------------- | ----------- | ---------- | ---------- | --- |
| Beieren             | Onderzoeksreactor Karlstein AEG (PR)-10                           | Siemens Argonaut        | ontmanteld                   | 01.10.1959  | 27.01.1961 | 01.01.1976 | 0,18 kWt; AEG-Prüfreaktor, eigenaar en uitbater: Kraftwerk Union                                                                                  |
| Sachsen             | Rossendorfer Ringzonereactor (RRR)                                | Siemens Argonaut        | ontmanteld                   | 01.01.1961  | 16.12.1962 | 25.09.1991 | 1 kWt; uitbater: VKTA - Strahlenschutz, Analytik & Entsorgung; eigenaar: Bundesland Sachsen                                                       |
| Beieren             | Siemens Argonaut Reactor (SAR)                                    | Siemens Argonaut        | ontmanteld                   |             | 23.06.1959 | 31.10.1968 | 1 kWt; eigenaar en uitbater: Technische Universiteit München                                                                                      |
| Baden-Württemberg   | Snel-Thermische Argonaut-Reactor Karlsruhe (STARK)                | Siemens Argonaut        | ontmanteld                   | 01.10.1961  | 11.01.1963 | 03.1976    | 0,01 kWt; eigenaar: Kernforschungszentrum Karlsruhe GmbH                                                                                          |
| Schleswig-Holstein  | Inrichting voor nul-vermogen-experimenten (ANEX)                  | nul-vermogen            | ontmanteld                   |             | 05.1964    | 05.02.1975 | 0,10 kWt; eigenaar en uitbater: GKSS-Forschungszentrum                                                                                            |
| Nordrhein-Westfalen | KAHTER                                                            | nul-vermogen            | ontmanteld                   | 01.04.1971  | 02.07.1973 | 03.02.1984 | 0,10 kWt; eigenaar: Forschungszentrum Jülich GmbH                                                                                                 |
| Nordrhein-Westfalen | KEITER                                                            | nul-vermogen            | ontmanteld                   | 01.02.1970  | 15.06.1971 | 1982       | 0,001 kWt; eigenaar: Forschungszentrum Jülich GmbH                                                                                                |
| Nordrhein-Westfalen | Onderzoeksreactor Jülich (FRJ)-2 (DIDO)                           | HWR                     | afgekoppeld                  | 01.01.1957  | 14.11.1962 | 02.05.2006 | 23.000 kWt; eigenaar en uitbater: Forschungszentrum Jülich GmbH                                                                                   |
| Hessen              | Onderzoeksreactor Frankfurt (FRF)-1                               | homogeen (L) / L-54 (L) | ontmanteld                   |             | 10.01.1958 | 19.03.1968 | 10 kWt; eigenaar en uitbater: Johann Wolfgang Goethe-Universität (Frankfurt am Main)                                                              |
| Nordrhein-Westfalen | ADIBKA (L77A)                                                     | homogeen (L)            | afgebroken                   | 06.06.1965  | 18.03.1967 | 30.10.1972 | 0,10 kWt; eigenaar: Forschungszentrum Jülich GmbH; uitbater: Hochtemperatur-Reaktorbau GmbH                                                       |
| Berlijn             | Berlijnse Experimenteer-Reactor (BER) I                           | homogeen (L) / L-54 (L) | ontmanteld                   | 25.05.1957  | 24.07.1958 | 02.12.1972 | 50 kWt; eigenaar: Hahn-Meitner-Institut Berlin |
| Sachsen             | Onderwijs-kernreactor Dresden (AKR)-1                             | homogeen (S) / SUR-Typ  | in 2004 omgebouwd naar AKR-2 | 01.09.1975  | 28.07.1978 | 03.2004    | 0,002 kWt; eigenaar: Technische Universität Dresden; uitbater: Technische Universität Dresden – Fakultät Maschinenwesen; reactor t.b.v. onderwijs |
| Baden-Württemberg   | Schnelle Nullenergie-Anordnung Karlsruhe (SNEAK)                  | homogeen (S)            | ontmanteld                   | 01.01.1966  | 15.12.1966 | 11.1985    | 1 kWt eigenaar en uitbater: Kernforschungszentrum Karlsruhe GmbH                                                                                  |
| Nordrhein-Westfalen | Siemens onderwijsreactor (SUR) AACHEN                             | homogeen (S) / SUR-100  | ontmanteld                   | 26.11.1963  | 22.09.1965 | 2002       | 0,1 W; eigenaar en uitbater: Institut für elektrische Anlagen und Energiewirtschaft; reactor t.b.v. onderwijs                                     |
| Berlijn             | Siemens onderwijsreactor (SUR) BERLIN                             | homogeen (S) / SUR-100  | afgekoppeld                  | 01.01.1962  | 26.07.1963 | 15.10.2007 | 0,1 W; eigenaar: Technische Universität Berlin; uitbater: Institut für Energietechnik; reactor t.b.v. onderwijs                                   |
| Bremen              | Siemens onderwijsreactor (SUR) BREMEN                             | homogeen (S) / SUR-100  | ontmanteld                   | 30.09.1965  | 10.10.1967 | 17.06.1993 | 0,1 W; eigenaar: Hogeschool Bremen; uitbater: Sektion Kerntechnik; reactor t.b.v. onderwijs                                                       |
| Hessen              | Siemens onderwijsreactor (SUR) DARMSTADT                          | homogeen (S) / SUR-100  | ontmanteld                   | 01.01.1962  | 23.09.1963 | 22.02.1985 | eigenaar en uitbater: Technische Hogeschool Darmstadt; reactor t.b.v. onderwijs                                                                   |
| Hamburg             | Siemens onderwijsreactor (SUR) HAMBURG                            | homogeen (S) / SUR-100  | ontmanteld                   | 01.01.1964  | 15.01.1965 | 08.1992    | 0,1 W; eigenaar: Hogeschool voor toegepaste wetenschappen Hamburg; uitbater: Fachbereich Maschinenbau; reactor t.b.v. onderwijs                   |
| Baden-Württemberg   | Siemens onderwijsreactor (SUR) KARLSRUHE                          | homogeen (S) / SUR-100  | ontmanteld                   | 01.01.1965  | 07.03.1966 | 25.11.1996 | 0,1 W; eigenaar: Kernforschungszentrum Karlsruhe GmbH; uitbater: Fortbildungszentrum für Technik und Umwelt; reactor t.b.v. onderwijs             |
| Schleswig-Holstein  | Siemens onderwijsreactor (SUR) KIEL                               | homogeen (S) / SUR-100  | ontmanteld                   | 01.04.1965  | 29.03.1966 | 11.12.1997 | 0,1 W; eigenaar: Bundesland Schleswig-Holstein; uitbater: Fachhochschule Kiel; reactor t.b.v. onderwijs                                           |
| Beieren             | Siemens onderwijsreactor (SUR) MUNICH                             | homogeen (S) / SUR-100  | ontmanteld                   | 01.10.1961  | 28.02.1962 | 10.08.1981 | 0,1 W; eigenaar: Technische Universiteit München; reactor t.b.v. onderwijs                                                                        |
| Niedersachsen       | Onderzoeks- en meet-reactor Braunschweig (FMRB)                   | zwembad / MTR           | afgekoppeld                  | 01.10.1963  | 03.10.1967 | 19.12.1995 | 1.000 kWt; eigenaar en uitbater: Physikalisch-Technische Bundesanstalt                                                                            |
| Schleswig-Holstein  | Onderzoeksreactor Geesthacht (FRG)-1                              | zwembad / MTR           | afgekoppeld                  | 01.01.1957  | 23.10.1958 | 28.06.2010 | 5.000 kWt; eigenaar en uitbater: GKSS-Forschungszentrum Geesthacht GmbH                                                                           |
| Schleswig-Holstein  | Onderzoeksreactor Geesthacht (FRG)-2                              | zwembad / MTR           | afgekoppeld                  | 01.01.1962  | 16.03.1963 | 28.01.1993 | 15.000 kWt; eigenaar en uitbater: GKSS-Forschungszentrum Geesthacht GmbH                                                                          |
| Nordrhein-Westfalen | Onderzoeksreactor Jülich (FRJ)-1 (MERLIN)                         | zwembad / MTR           | ontmanteld                   | 01.01.1957  | 23.02.1962 | 22.03.1985 | !10 MWt; eigenaar en uitbater: Forschungszentrum Jülich GmbH                                                                                      |
| Beieren             | Onderzoeksreactor München (FRM)                                   | zwembad / MTR           | afgekoppeld                  | 06.11.1956  | 31.10.1957 | 28.07.2000 | 4.000 kWt ; eigenaar en uitbater: Technische Universiteit München                                                                                 |
| Schleswig-Holstein  | NS Otto Hahn                                                      | DWR                     | ontmanteld                   | 01.01.1963  | 26.08.1968 | 22.03.1979 | 38.000 kWt; Prototype-reactor (scheepsreactor) |
| Beieren             | Onderzoeksreactor Karlstein / AEG-nul-vermogenreactor (TKA)       | Tank / nul-vermogen     | ontmanteld                   | 01.01.1967  | 23.06.1967 | 01.01.1973 | 0,10 kWt; AEG-nul-vermogen reactor, eigenaar en uitbater: Kraftwerk Union                                                                         |
| Baden-Württemberg   | Onderzoeksreactor (FR)-2                                          | HWR                     | afgekoppeld                  | 01.02.1957  | 07.03.1961 | 21.12.1981 | 44.000 kWt; eigenaar en uitbater: Kernforschungszentrum Karlsruhe GmbH                                                                            |
| Sachsen             | Rossendorfer Anordnung für kritische Experimente (RAKE)           | TANK / nul-vermogen     | ontmanteld                   | 01.01.1969  | 03.10.1969 | 26.11.1991 | 0,01 kWt; Betreiber: VKTA – Strahlenschutz, Analytik & Entsorgung; eigenaar: Freistaat Saksen                                                     |
| Sachsen             | Zittauer Leer- en Onderzoeksreactor (ZLFR)                        | TANK / HWR              | ontmanteld                   | 01.01.1976  | 25.05.1979 | 24.03.2005 | 0,01 kWt; eigenaar en uitbater: Hogeschool Zittau/Görlitz; reactor t.b.v. onderwijs                                                               |
| Sachsen             | Rossendorfer Onderzoeksreactor (RFR)                              | LWR                     | afgekoppeld                  | 01.01.1956  | 16.12.1957 | 27.06.1991 | 10.000 kWt; Betreiber: VKTA – Strahlenschutz, Analytik & Entsorgung; eigenaar: Bundesland Saksen                                                  |
| Hessen              | Onderzoeksreactor Frankfurt (FRF)-2                               | TRIGA CONV              | ontmanteld                   | 01.01.1973  | -          | 01.01.1983 | 1.000 kWt; eigenaar: Johann Wolfgang Goethe-Universiteit (Frankfurt am Main)                                                                      |
| Niedersachsen       | Onderzoeksreactor Hannover (FRH)                                  | TRIGA MARK I            | ontmanteld                   | 02.01.1969  | 31.01.1973 | 18.12.1996 | 250 kWt; eigenaar: Klinik für Nuklearmedizin; uitbater: Medische Hogeschool Hannover                                                              |
| Baden-Württemberg   | Onderzoeksreactor Forschungsreaktor TRIGA Heidelberg (TRIGA HD) I | TRIGA MARK I            | ontmanteld                   |             | 26.08.1966 | 31.03.1977 | 250 kWt; eigenaar en uitbater: Duits Centrum voor Kankeronderzoek Heidelberg                                                                      |
| Baden-Württemberg   | Onderzoeksreactor TRIGA Heidelberg (TRIGA HD) II                  | TRIGA MARK I            | ontmanteld                   | 01.01.1968  | 28.02.1978 | 30.11.1999 | 250 kWt; eigenaar en uitbater: Duits Centrum voor Kankeronderzoek Heidelberg                                                                      |
| Beieren             | Onderzoeksreactor Neuherberg (FRN)                                | TRIGA MARK III          | afgekoppeld                  | 01.01.1969  | 23.08.1972 | 16.12.1982 | 1.000 kWt; eigenaar en uitbater: Gesellschaft für Strahlenforschung                                                                               |

#### Estland
- In Paldiski: 2 PWR marine training reactoren, ontmanteld

#### Letland
- Nuclear Research Center te Salaspils, 5 MWe onderzoeksreactor, stilgelegd

#### Nederland
- Kernreactoren Petten nabij Petten
  - Lage Flux reactor (max. 30 kW thermisch vermogen, voor onderzoek en opleiding), ontmanteld
- Biologisch Agrarische Reactor Nederland, onderdeel van het Instituut voor Toepassing van Atoomenergie in de Landbouw van de Landbouwhogeschool Wageningen, gesloten in 1980, ontmanteld.
- ATHENE aan de Technische Universiteit Eindhoven te Eindhoven, kritisch 1969, gesloten 1973, ontmanteld
- KEMA Suspensie Test Reactor, testreactor van KEMA, Arnhem, ontmanteld

#### Wit-Rusland
- In Sosny
  - IRT onderzoeksreactor (gesloten in 1988)
  - "Pamir" - mobiele nucleaire reactor test (gesloten in 1986)

### Noord-Amerika

#### Canada
- - NRX-reactor – (1947–1992) Een van de hoogste fluxreactoren in de wereld tot de sluiting
  - SLOWPOKE-1 prototype, verhuisde naar de Universiteit van Toronto, later opgewaardeerd tot Slowpoke-2, ontmanteld
  - PTR-reactor – pool test-reactor, gesloten in 1990
- Whiteshell Laboratories te Pinawa, Manitoba
  - SDR - Slowpoke demonstratiereactor; SLOWPOKE-3 klasse reactor, gesloten in 1989
- Dalhousie University te Halifax, SLOWPOKE-2 klasse reactor - buiten gebruik gesteld in 2009; ontmanteld in 2011
- Kanata, SLOWPOKE-2 klasse reactor (gesloten in 1989)
- Tunney's Pasture te Ottawa, SLOWPOKE-2 klasse reactor prototype?, gesloten in 1984
- Universiteit van Toronto te Toronto, SLOWPOKE-2 klasse reactor, gesloten in 2001

#### Verenigde Staten
(Deze onderzoeks- en testreactoren hebben toestemming om de reactor te ontmantelen om na een laatste controle de vergunning te beëindigen.)
- General Atomics, te San Diego, Californië (twee reactoren)
- National Aeronautics and Space Administration, te Sandusk, Ohio (twee reactoren)
- University of Illinois at Urbana-Champaign, te Urbana, Illinois
- University of Michigan, te Ann Arbor, Michigan

##### Army Nuclear Power Program
- SM-1
- SM-1A
- PM-2A
- PM-1
- PM-3A
- MH-1A
- SL-1
- ML-1

##### Reactoren voor plutoniumproductie
- Hanford Site, Washington
  - B-Reactor - behouden als museum
  - F-Reactor - gesloten en ingekapseld
  - D-Reactor - gesloten en ingekapseld
  - H-Reactor - gesloten, wordt ingekapseld
  - DR-Reactor - gesloten en ingekapseld
  - C-Reactor - gesloten en ingekapseld
  - KE-Reactor - gesloten en ingekapseld
  - KW-Reactor - gesloten en ingekapseld
  - N-Reactor - gesloten en ingekapseld
- Savannah River Site, South Carolina
  - R-Reactor (zwaar water) - controle en onderhoudsmodus
  - P-Reactor (zwaar water) - controle en onderhoudsmodus
  - L-Reactor (zwaar water) - controle en onderhoudsmodus
  - K-Reactor (zwaar water) - controle en onderhoudsmodus
  - C-Reactor (zwaar water) - controle en onderhoudsmodus

##### Onderzoeksreactoren
- Arkansas-Southwest Experimental Fast Oxide Reactor, Arkansas
  - SEFOR - gesloten in 1972
- Argonne National Laboratory, Illinois (en Idaho)
  - ALPR; zie ook SL-1/ALPR[3]
  - AFSR - gesloten[4]
  - BORAX-I - opzettelijk vernield[5]
  - BORAX-II - gesloten[6]
  - BORAX-III - gesloten[7]
  - BORAX-IV - gesloten[8]
  - BORAX-V - gesloten (1964)[9]
  - CP-1 - Chicago Pile 1 (verplaatst en hernoemd tot Chicago Pile 2 in 1943) - gesloten[10],[11]
  - CP-3 - Chicago Pile 3 - gesloten[12]
  - CP-5 - Chicago Pile 5 - gesloten (1979)[13]
  - EBR-I - Experimental Breeder Reactor I (oorspronkelijk CP-4) - gesloten[14]
  - EBR-II - Experimental Breeder Reactor II - gesloten[15]
  - EBWR - Experimental Boiling Water Reactor - gesloten[16]
  - LMFBR - Liquid Metal Fast Breeder Reactor - gesloten
  - JANUS reactor - gesloten (1992)[17]
  - JUGGERNAUT - gesloten[18]
  - IFR - Integral Fast Reactor - nooit gebruikt[19][20]
  - MTR - Shut Down[21]
  - SL-1/ALPR - Stationary Low Power Plant - gesloten[3]
  - S1W/STR - gesloten[22]
  - TREAT - gesloten[23]
  - ZPPR - Zero Power Physics Reactor (voorheen Zero Power Plutonium Reactor) - Standby[24],[25]
  - ZPR-III - gesloten[26]
  - ZPR-6 - Gesloten in 1982[27]
  - ZPR-7 - Gesloten[28]
  - ZPR-9 - gesloten in 1981[29]
- Brookhaven National Laboratory, Upton, New York
  - High Flux Beam Reactor - gesloten in 1999
  - Medical Research Reactor - gesloten in 2000
  - Brookhaven Graphite Research Reactor - gesloten in 1968
- Hanford Site, Washington
  - Fast Flux Test Facility - gedeactiveerd
- Idaho National Laboratory, Idaho
  - ARMF-I - gesloten
  - AMRF-II - gesloten
  - ATR – in gebruik
  - ATRC – in gebruik
  - CRCE - gesloten
  - CFRMF - gesloten
  - CET - gesloten
  - Experimental Test Reactor - gesloten
  - ETRC – gesloten
  - EBOR – nooit in gebruik genomen
  - ECOR - nooit in gebruik genomen
  - 710 - gesloten
  - GCRE - Gas Cooled Reactor Experiment - gesloten
  - HTRE-1 - Heat Transfer Reactor Experiment 1 - gesloten
  - HTRE-2 - Heat Transfer Reactor Experiment 2 - gesloten
  - HTRE-3 - Heat Transfer Reactor Experiment 3 - gesloten
  - 603-A - gesloten
  - HOTCE - gesloten
  - A1W-A - gesloten
  - A1W-B - gesloten
  - LOFT - gesloten
  - ML-1 - Mobil Low Power Plant - gesloten
  - S5G - gesloten
  - NRAD – in gebruik
  - FRAN - gesloten
  - OMRE - gesloten
  - PBF - gesloten
  - RMF - gesloten
  - SUSIE – in gebruik
  - SPERT-I - gesloten
  - SPERT-II - gesloten
  - SPERT-III - gesloten
  - SPERT-IV - gesloten
  - SCRCE - gesloten
  - SNAPTRAN-1 - gesloten
  - SNAPTRAN-2 - gesloten
  - SNAPTRAN-3 - gesloten
  - THRITS - gesloten
- Los Alamos National Laboratory, New Mexico
  - UHTREX - gesloten
  - Omega West Reactor (OWR) - gesloten
  - Clementine - gesloten
- Nevada Test Site, Nevada
  - BREN Tower
- Oak Ridge National Laboratory, Tennessee
  - X-10 Graphite Reactor - gesloten
  - Aircraft Reactor Experiment - gesloten
  - Oak Ridge Research Reactor - gesloten
  - Bulk Shielding Reactor - gesloten
  - Tower Shielding Reactor - gesloten
  - Molten-Salt Reactor Experiment - gesloten
  - High Flux Isotope Reactor – in gebruik
- Savannah River Site, South Carolina
  - HWCTR - Heavy Water Components Test Reactor – gesloten en deels ontmanteld
- Santa Susana Field Laboratory, Simi Hills, Californië
  - Sodium Reactor Experiment – ongeluk in 1959, gesloten in 1964
  - SNAP-10A – gesloten in 1965

##### Met een beperkte vergunning (slechts bezit)
(Deze onderzoeks- en testreactoren zijn niet meer actief, er is slechts een toestemming om het nucleaire materiaal te beheren.)
- General Electric Company, te Sunol, Californië (twee onderzoeks- en proefreactoren, één reactor voor energieopwekking)
- Nuclear Ship Savannah, te James River Reserve Fleet, Virginia (een reactor voor energieopwekking)
- University at Buffalo
- U.S. Veterans Administration, te Omaha, Nebraska
- Worcester Polytechnic Institute, te Worcester, Massachusetts

### Zuid-Amerika

#### Argentinië
- RA-8, bouwjaar 1986, 0,01 kWth, kritische opstelling-type (uitgeschakeld)

#### Australië
- HIFAR (10 MWth), te Lucas Heights, New South Wales, produceerde radionucliden voor de diagnose en behandeling van onder meer kanker en hart- en vaatziekten (circa een half miljoen doses per jaar). De reactor werd op 26 januari 1958 voor het eerst kritisch en werd ontmanteld in januari 2007. De ontmanteling zal in totaal 10 jaar in beslag zal nemen.

#### Uruguay
- URR-reactor

#### Venezuela
- RV-1 pool-type reactor, gesloten in 1994

## Geplande onderzoeksreactors

### Afrika

#### Marokko
- TRIGA te Rabat, in aanbouw

### Azië

#### China
- TMSR-LF1 (Thorium Molten Salt Reactor) – 2 MWt prototype molten salt reactor (MSR), Minqin County. Gepland voor augustus 2021.

#### Iran
- In Arak de IR-40 Heavy water-moderated Reactor, in aanbouw

### Europa

#### België
- - MYRRHA – loodgekoelde reactor in opbouw

### Zuid-Amerika

#### Argentinië
- CAREM, in aanbouw in de nabijheid van Atucha I